# Roberto Morais
Roberto Turchi de Morais (Charqueada, 29 de julho de 1959) é um jornalista e político brasileiro, filiado ao Cidadania.
Em 2018, foi reeleito deputado estadual para a 19ª legislatura (2019-2023) da Assembleia Legislativa do Estado de São Paulo (ALESP). Nacionalmente, é o deputado estadual com mais mandatos seguidos na história de seu partido.